# Иешиват-хесдер
Иешиват-хесдер (ивр. ישיבת הסדר‎, мн. ч. ивр. ישיבות הסדר‎ Иешивот-хесдер или опр. ивр. ישיבות ההסדר‎ Иешивот-ха-хесдер) — иешива в Израиле, сочетающая религиозное образование и укороченную военную службу в Армии обороны Израиля. Иешиват-хесдеры исповедуют идеологию религиозного сионизма и воплощают его компромисс между религиозным долгом изучения Торы и обязанностью служить в АОИ, также позволяющей интегрироваться в израильское общество. Поступающие в иешиват-хесдеры, как правило, оканчивают религиозную среднюю школу (ивр. תיכון דתי‎) или среднюю школу-иешиву (ивр. ישיבה תיכונית‎). По состоянию на 2021 год в Израиле насчитывается более 70 иешиват-хесдеров, в которых учатся более 10 000 человек.
В 1991 году система иешиват-хесдеров была удостоена Премии Израиля за особый вклад в общество и государство.

## Правовая основа организации
Правовой статус иешиват-хесдеров определён постановлениями министра обороны. В основе соглашения (хесдер) лежала идея о создании религиозного подразделения Нахаль, но после решения Высшего Суда Справедливости в 1999 году о том, что отсрочка военной службы ультраортодоксов должна быть закреплена законодательно, сокращение срока военной службы в программе хесдер также было закреплено в законе. С отменой «Закона Таля» решением Высшего Суда в феврале 2012 года существование иешиват-хесдеров также лишилось юридической основы. В марте 2012 депутаты Звулун Орлев, Ури Орбах и Ярив Левин представили альтернативный законопроект, который призван юридически закрепить статус иешиват-хесдеров независимо от прочих ешив, но ультраортодоксальные партии выступили против. На практике, сегодня армия официально позволяет религиозным людям поступать на военную службу через систему иешиват-хесдеров.
Кандидаты на прохождение программы иешиват-хесдер должны быть выпускниками средней школы-иешивы или сдать расширенный экзамен по Талмуду на аттестат зрелости. В некоторых религиозных средних школах и во всех средних школах-иешивах учащимся предоставляется каникулы, за которые они могут поучиться несколько дней в различных иешивах и выбрать одну из них. Этот отпуск называется «Неделя иешив» (ивр. "שבוע ישיבה"‎).
Для того, чтобы иешива была признана в качестве иешиват-хесдер, требуется рекомендация Ассоциации иешиват-хесдеров (ивр. איגוד ישיבות ההסדר‎). Эта организация также представляет руководителей иешиват-хесдеров при контактах и обсуждениях с армией и Министерством обороны службы и прав солдат, служащих в рамках этой программы. Небольшое количество иешив не являются членами ассоциации и договариваются с армией независимо. Армию, в свою очередь, представляет отдел Бениш (учащихся в иешивах, «бней-иешивот» ивр. בני"שים - בני ישיבות‎), подчиняющийся Мейтаву (подразделение, ответственное за призыв в армию).

## Иешиват-хесдеры
Первой иешивой, где появилась подобная программа, была иешива «Керем Бе-Явне», основанная в начале 1950-х годов
Глава иешивы раввин Хаим Яаков Гольдвихт представлял иешиват-хесдеры на церемонии вручения Премии Израиля в 1951 году.
В 2009 году количество призывников в Армию обороны Израиля по программе иешиват-хесдеров составляло около 1350 человек, что составляет более одной пятой выпускников религиозных сионистских учебных заведений. Остальные выпускники поступают в обычные иешивы, предармейские подготовительные курсы (мехины) или призываются на регулярную военную службу. Некоторые учащиеся по программе иешиват-хесдеров в конечном итоге решают пройти полную военную службу после прохождения обычной программы или бросив учёбу в иешиве.
При создании предармейских подготовительных школ высказывались опасения, что из-за этого меньше учащихся выберут программу иешиват-хесдеров. Сначала действительно наблюдалось сокращение числа учащихся иешиват-хесдеров с примерно 1200 в год до примерно 800, но через несколько лет процент тех, кто подавал заявления в иешиват-хесдер, вернулся на прежний уровень.

### Распорядок дня и характер обучения
Распорядок дня в иешиват-хесдер похож на прочие иешивы, которые следует литовской модели Воложинской иешивы: большая часть дня посвящена глубокому изучению Талмуда. В некоторых иешивах, однако, серьёзно изучаются также Библия и еврейская философия. В иешиват-хесдерах, как и в большинстве высших сионистских иешив, принято делить день на три части, называемые «седарим»: утренний седер, в котором изучается «Гемара-бе-июн», полуденный седер, во время которого изучаются разнообразные темы, например, вера, Библия и философия, и вечерний седер, на котором обычно изучается «Гемара-бе-бекиут» или галаха. Обучение обычно групповое, в том числе в хавруте.
Программа иешиват-хесдеров приветствует внесение вклада в израильское общество. Многие учащиеся работают добровольцами в таких организациях, как Гражданская гвардия, скорая помощь, муниципальный департамент социального обеспечения, службы безопасности на местах и т. д.

## Финансирование
Иешиват-хесдеры финансируются семьями учащихся, а также Министерством образования и Министерством обороны. Кроме того, есть иешиват-хесдеры, которые получают поддержку местных властей, и большинство иешиват-хесдеров также поддерживаются пожертвованиями и грантами от различных организаций. В 2005 году иешиват-хесдеры получали около 548 шекелей на ученика в месяц из бюджета Министерства образования, а в 2005 году — около 408 шекелей в месяц на ученика. Иешиват-хесдерам выделяется финансирование даже на тех учащихся, которые на тот момент служат в армии.
Плата за обучение, оплачиваемая родителями, варьируется от 8 000 до 10 000 шекелей в год, оплачивается также период, в течение которого учащийся находится в армии.

## Программа хесдера
Программа хесдера длится около пяти лет.
- Первый год — в этот год после окончания школы члены учащиеся получают годичную отсрочку от призыва в армию и посвящают это время учёбе.
- Второй год — Обычно в начале года (или в конце предыдущего) учащиеся проходят частичное зачисление на службу, но продолжают обучение в иешиве до мартовского или августовского призыва (в зависимости от конкретной иешивы). В таком случае этот период определён как неоплачиваемая военная служба (ивр. שירות צבאי ללא תשלום‎). После этого учащиеся проходят полный призыв на срочную службу.
- Третий год — В этом году продолжается регулярная военная служба. Всего этот период службы длится год и пять месяцев.
- Четвёртый год — В первый год после срочной службы учащиеся обязаны продолжать обучение в иешиве. Этот год тоже считается неоплачиваемой военной службой.
- Пятый год — Обучение в ешиве продолжается, в течение последнего года учащиеся проходят полное увольнение в запас.

В некоторых иешиват-хесдерах фактический призыв происходит в конце третьего года, и, соответственно, увольнение в запас происходит в конце шестого года программы.
Многие студенты остаются в иешиве на долгие годы сверх необходимого срока. Многие из них в это время готовятся стать раввинами или даянами.

### Командная программа в иешиват-хесдерах
Кроме призыва в качестве простых солдат, многие учащиеся в иешиват-хесдеров служат в армии в качестве командиров и офицеров. Многие продолжают занимать командные должности, включая старшие офицерские должности, и в качестве резервистов. Есть немало прошедших программу хесдер или преподающих в подобных иешивах раввинов и глав иешив, которые служат в армии (в запасе) на командных и офицерских должностях. В их число входят бывший главный армейский раввин Авихай Ронцки (бригадный генерал запаса), раввин Иехошуа Бен-Меир (полковник запаса), раввин Юваль Шерло (майор запаса), раввин Рам Хакоэн (майор запаса), Раввин Хеврон Шило (майор запаса), Раввин Меир Кац (майор запаса).

### Срочная служба в программе хесдер
Военнослужащий, принятый на программу иешиват-хесдер, должен пройти обязательную службу — из которых три года и семь месяцев он обучается в иешиве (неоплачиваемая военная служба, ивр. של"ת‎) и около одного года и пяти месяцев находится на действительной военной службе (ивр. שירות צבאי פעיל, שר"פ‎). Для тех, кто проходит курсы по армейской специальности (санитары, командиры, офицеры и т. д.) служба может длиться дольше. Продолжительность службы не является фиксированной и зависит от меняющихся потребностей армии, а также от должности солдата. Солдаты на тыловых и боевых должностях служат около года и пяти месяцев, на командных должностях служат дольше.
Во время военной службы часть солдат из программы хесдера некоторое время служат вместе в специально выделенных отрядах, а другие служат в обычных подразделениях с самого начала. Военнослужащие, занимающие тыловые должности, которых в программе хесдер меньшинство, обычно проходят вместе только начальную подготовку.

### Неоплачиваемая военная служба
Неоплачиваемая военная служба — это основная часть службы для участников программы иешиват-хесдеров. В большинстве иешиват-хесдеров учащиеся получают отсрочку от военной службы на год, поэтому обучение на первом курсе является добровольным. Только в конце первого или в течение второго года (в зависимости от иешивы) они проходят официальный призыв. В отличие от обычных солдат после призыва, участники программы не носят форму, но считаются служащими на неоплачиваемой службе. Общая её продолжительность составляет около двух с половиной лет. Срок действительной службы составляет около одного года и четырёх месяцев. В это время они, как и любой другой солдат, должны носить военную форму и иметь при себе военный билет.

## Отношение общества к программе
Программа иешиват-хесдеров часто обсуждается в контексте взаимоотношений государства и религии в Израиле.
В 2005 году, во время реализации плана одностороннего размежевания, было зарегистрировано множество случаев отказа служащих по программе хесдер выполнять приказ и эвакуировать израильские поселения.
После размежевания глава Управления кадров Генштаба Элазар Штерн потребовал отставки двух глав иешиват-хесдеров, которые публично поддерживали невыполнение приказа, и пригрозил исключить их иешивы из программы хесдер, если они не подадут в отставку. В конце концов, его угроза не была приведена в действие.
В августе 2007 года во время эвакуации домов у рынка в Хевроне произошел ещё один серьёзный инцидент, когда солдаты из иешиват-хесдеров отказались выполнять приказ при поддержке ряда раввинов. После инцидента из части были исключены 12 бойцов.
В армии возникали разногласия между командованием и раввинами из-за того, что раввины иешиват-хесдеров настаивали на соблюдении религиозных ограничений на базах, где служат их солдаты. В конце концов, ЦАХАЛ согласился с некоторыми из их требований по этому вопросу и ввел определённые ограничения на одежду женщин-солдат и участие в тренировках женщин-спортивных инструкторов.
13 декабря 2009 года, после выступлений против эвакуации евреев на церемонии присяги новобранцев бригады «Кфир», министр обороны Эхуд Барак приказал исключить иешиву Хар-Браха, возглавляемую раввином Элиэзером Меламедом, из программы хесдер. Этот шаг последовал после того, что руководитель иешиват-хесдер не прибыл на разбирательство, на которое его вызвал министр обороны. В своем заявлении министр обороны сказал, что «действия и слова раввина Элиэзера Меламеда подрывают основы израильской демократии, его слова воодушевляют и подстрекают некоторых из его учеников к отказу от выполнения приказов, участию в демонстрациях и нанесению вреда духу ЦАХАЛа, и, следовательно, им нет места в нашем государстве. Мы должны быть осторожны и держать Армию обороны Израиля подальше от политических дебатов».
В 2017 году Комитет по иностранным делам и безопасности утвердил положение, согласно которому министр обороны не может исключать из программы хесдера иешивы, руководители которых поддерживают невыполнение приказов.

### Информация на иврите
- Иешиват-хесдер — сайт для учащихся — информация, бланки, статьи.
- Все о программе на сайте stender.co.il
- Список иешиват-хесдеров, сайт Министерства образования